# Castaway Cay
Castaway Cay, auch Gorda Cay genannt, ist eine Insel der Bahamas. Sie wurde von Disney Cruise Line erworben und umgestaltet.
Die Insel ist etwa 4,0 km² groß. Sie liegt 13,5 km westlich des südlichen Teils der Insel Great Abaco und gehört ebenso zu den Abaco-Inseln. Verwaltungsmäßig gehört Castaway Island zum Distrikt South Abaco.
Auf der Insel gibt es mehrere Strände, welche für die Besucher zugänglich sind, davon ist ein Strand (Serenity Bay) nur für Erwachsene (Ü18). Die Verpflegung auf der Insel ist, mit Ausnahme von alkoholischen Getränken, kostenfrei. Drei Restaurants im BBQ-Buffet-Style bieten den Gästen Speisen und Getränke.
Es gibt 140 Einwohner, die für Disney Cruise Line arbeiten.